# تسرف
تسرف (به آلمانی: Zerf) یک شهر در آلمان است که در تریر-زاربورگ واقع شده‌است. تسرف ۱٬۵۶۱ نفر جمعیت دارد.